# Петуния
Петунията е едногодишно растение от семейство картофови (Solanaceae). Произлиза от тропичните части на Южна Америка и преди всичко от Бразилия, откъдето и получава названието си (от бразилската дума за тютюн (petun) поради удивителната прилика между двете растения).
Петунията има разклонено стъбло и цветове като фунийки. Цъфти от май до късна есен. Вирее добре на слънчеви места и изисква редовно поливане. Размножава се през февруари-март чрез семена.
Известни са голям брой разновидности на петунията:
- Petunia superbissima – с широки листа и по-едри цветове с накъдрена периферия;
- Petunia hybrida pendula – с висящи стъбла;
- Petunia hybrida nana compacta – с гъсти стъбла и дребни цветове;
- Petunia hybrida grandiflora – с големи цветове.
Най-често се създават хибридни форми на разновидностите Petunia axillaris (белите петунии) и Petunia integrifolia (виолетовите петунии).
Във всяка от тези групи могат да се видят както едноцветни, така и разноцветни вариации. Цветовете са: бяло, розово, червено, виолетово, синьо, селектирани са и жълти сортове.
Използва се широко за цветни лехи и бордюри в паркове и градини, отглежда се на балкони.

## Други
На петунията е наречена улица в квартал „Илиянци“ в София (Карта).

## Галерия
- Petunia hybrida
- Хибридна форма
- Петунии
- Разноцветни сортове